# Кримськотатарський академічний музично-драматичний театр
Кримськотатарський академічний музично-драматичний театр (крим. Qırımtatar akademik muzıkalı drama teatri) — республіканський (АРК) академічний кримськотатарський драматичний і музичний театр в Сімферополі.

## Загальні дані
Кримськотатарський академічний музично-драматичний театр міститься у прилаштованій історичній будівлі, що розташована в центральній частині Сімферополя за адресою:
вул. Менделєєва, буд. 5, м. Сімферополь—95011 (АР Крим, Україна).
Сучасна будівля театру — приміщення колишнього Клубу МВС.

## Історія театру

### Початки театру у кримських татар
Традиції театралізованих вистав у кримських татар беруть свій початок з XIV—XV століть, коли подібні дійства за взірцем султанської Османської імперії влаштовували у своїх палацах тодішні правителі Кримського ханства. Ці театралізовані вистави носили відчутний східний колорит, часто мали пригодницькі заплутані сюжети. Так, у 1-й половині XVII століття відомий середньовічний мандрівник та енциклопедист Евлія Челебі докладно описав вистави придворних артистів при дворі кримських ханів Мухаммеда Гірая IV та Іслама Гірая III. А в мемуарах барона де Тота, «Історії Кримського ханства» розповідається, що при дворі кримських ханів у середині XVIII століття грали в оригіналі п'єси Мольєра. Відомо, що хан Крим Гірай звернувся до французького короля Людовіка XV Бурбона за дозволом на переклад Мольєрової п'єси «Тартюф» на кримськотатарську мову.
У 2-й половині XIX століття театральні постановки відігравали помітну роль в духовному житті кримськотатарського народу. Про це свідчать, зокрема, статті, опубліковані в газеті «Терджиман» у 1864 році. Наприкінці 19 століття було опубліковано п'єсу «Бахтсыз бала» («Нещасливе дитя»).
У 1900 році в місті Бахчисараї кримськотатарською мовою був поставлений «Скупий лицар» Олександра Пушкіна. У постановці брали участь І. Лютфі, Д. Меїнов, О. Заатов, С. Місхорли, А. Терлікчи. Таким чином, склалася постійна трупа, до якої входили Джелял Меїнов, Сеїт Абдулла Озенбашли, Сеттар Місхорли, Сеитджаліл Хаттатов, Осман Заатов та інші.

### Перше заснування, розквіт 1920—30 р.р., реперсії
14 жовтня 1901 року стараннями Ісмаїла Гаспринського та міського голови Мустафи-мірзи Давидовича в Бахчисараї був відкритий будинок театру. Першими його постановками були «Бідний хлопчик» Н. Кемаля, «Чому бути — того не минути» С. Озенбашли, «Лікар проти бажання» Мольєра.
У 1905—08 роках у театрі були поставлені історичні драми «Надиршах», «Шейх Санан», «Алім-Азамат оглу».
Театр сприяв також залученню мусульманок до творчості. Жіночі ролі до 1914 року грали переважно чоловіки. Першою кримськотатарською дівчиною, яка зіграла у національному театрі була Мерзіє Солпудай, і це сталося 1906 року. А вже за нею на сцену вийшли кримські татарки А. Солпудай, А. Тайганська, Ф. Ширинська та Е. Челебієва. А 1917 року в Сімферополі була створена жіноча трупа «Єшиль ада» («Зелений острів»; режисерки А. Болатукова та А. Тайганська).
1923 року в Сімферополі був відкритий Кримськотатарський драматичний театр, який у своєму репертуарі мав яскраві національні п'єси, і у 1920-ті — 1-у половину 1930-х років пережив справжній творчий розквіт. Основу його тодішньої трупи складали блискучі національні актори: А. Тайганська і А. Кличева, Е. Челебієва і А. Пармаксизова, С. Байкіна і Ф. Ширинська, Е. Файзуллаєва, А. Теминдар і А. Грабов, Білял і Емір-Амет Парікови, М. Ішніязова і С. Джетере, Х. Гурджи і X. Емір-Заде, У. Баккал і Д. Меїнов. На початку 1920-х Д. Меїнов став головним режисером театру, музичною частиною керував тоді композитор А. Каврі, художником — У. Боданінський. Для театру писав драматург-національний класик Умер Іпчі («Файше», «Алім», «Неїкеджан Ханум», «Шахін Гірай», «Азад халк'») — згодом директор театру. До арешту (1937) йому вдалося написати понад 20 п'єс і перекласти з інших мов понад 30 п'єс.
Узагалі період 1922—37 прийнято називати «добою кримськотатарського Ренесансу», що позначилось на всіх сферах національного культурного життя. У афіші кримськотатарського театру, зокрема, в цей час п'єси Шекспіра і Мольєра, Іпчі і Лятіф-заде, Гольдоні і Бомарше, Абдуллаєва і Болата, Толстого і Треньова.
Величезних втрат культурне життя кримських татар, і зокрема театр, зазнало внаслідок сталінських репресій, починаючи від 2-ї половині 1930-х років. Багато артистів театру були арештовані НКВС і відправлені на довгі роки в табори: С. Ереджепова, С. Османов, У. Баккал, І. Грабов, У. Іпчі. Д. Меїнова розстріляли у 1938 році.
У період гітлерівської окупації Криму в роки Німецько-радянської війни 1941—45 років під опікою Кримського центрального мусульманського комітету продовжуються репетиції, постановки, працює театральна студія. Наприкінці 1943 року, запобігаючи сталінським репресіям, трупа перебралася до Румунії, де по завершенні війни була заарештована органами НКВС СРСР.
Справу руйнації культури кримських татар довершила повна депортація кримськотатарського народу (1944).
Відтак, майже півстоліття кримськотатарський народ не мав власного театру. Єдиним осередком культури в депортації (Узбекистан) лишався ансамбль «Хайтарма», заснований у 1957 році відомим композитором І. Бахшишем. У різні роки в ансамблі працювали талановиті артисти: С. Ереджепова, У. Баккал, Я. Шерфетдінов, Е. Топчі, 3. Люманова, С. Челебієва, Р. Баккал, Е. Налбандов, А. Джемілєв, А. Умєров, Ф. Білялов, О. Асанов.

### Відродження національного театру
У 1989 році з ініціативи артистів (І. Бахшиш, А. Діттанова, М. Ібраімова, А. Джемілєва, С. Умєрова, С. Османова) в Криму відроджується кримськотатарський театр. Художнім керівником закладу став І. Бахшиш, директором — Д. Бекіров. І 15 квітня 1990 року на сцені Російського театру ім. Максима Горького в Сімферополі прем'єрною постановкою спектаклю «Арзы къыз» за п'єсою Ю. Болата в постановці В. Аносова і С. Османова відбулося відкриття відродженого театру.
У 1991 році директором театру став Р. Ахтемов, а головним режисером — Б. Білялов, який нині (2000-ні) очолює театр як художній керівник і директор.
У 1994 році для театру були набрані перші режисерські, а в 1995 і 1996 — перші акторські курси у Вищі театральні навчальні заклади України.
1998 року театр отримав власне приміщення, де розташований у теперішній час.
За активну участь у розвитку і відродженні кримськотатарського сценічного мистецтва та багатонаціонального мистецтва в Україні Кримськотатарському музично-драматичному театру у 2002 році було присвоєно високе звання «академічний».
У 1-й половині 2000-х років на базі театру було сформовано балетну трупу.
Сьогодні (кінець 2000-х років) Кримськотатарський академічний музично-драматичний театр є осередком кримськотатарської культури. Це підтверджують, зокрема, часті запрошення, участь і перемоги на міжнародних фестивалях: Всесвітній Шекспіровський фестиваль в Единбурзі (Велика Британія), «Класика сьогодні» у Дніпродзержинську (Україна), «Туганлик» в Уфі (Башкортостан, Росія) «Чеховські дні в Ялті», «Тернопольські вечори», «Боспорські агони» у Керчі, гастролі в Туреччині, Румунії і Швейцарії.

## Репертуар і трупа
За роки існування відродженого кримськотатарського театрального колективу ним поставлено понад 50 спектаклів і концертних програм.
У репертуарі Кримськотатарського академічного музично-драматичного театру п'єси національної і класичної драматургії: «Арзы къыз» і «Дубарали той» Ю. Болата, «Макбет» В. Шекспіра, «Кармен» П. Меріме, «Бахчисарайський фонтан» О. Пушкіна, «Одруження» М. Гоголя, «Аршин Мал-Алан» У. Гаджибекова, «Лісова пісня» Лесі Українки.
У театрі працюють яскраві, талановиті артисти: А. Теміркаяєва, М. Куртмуллаєв, Д. Сеттаров, А. Сейтаблаєв, Л. Усеїнова, З. Білялова, Н. Якубова, С. Меметов, Э. Яг'яєв, Э. Бєлялов, З. Яг'яєва, Д. Аджимамбетова, Л. Омерова, Р. Юнусов, Р. Сейт-Аблаєв та інші. Оркестр очолює Ю. Еннанов, балет — М. Аблаєв, головний художник — Ш. Сейдаметов, режисери — Р. Бекташев і А. Сейтаблаєв; музику для театру пишуть Д. Кариков, С. Какура.